# Foglietti (di Luigi Pirandello)
(L. Pirandello, Foglietti)
I Foglietti sono una raccolta di frammenti di Luigi Pirandello, che Corrado Alvaro pubblicò nel 1934 in Nuova Antologia. Furono raccolti dal curatore da foglietti sparsi di Pirandello, da non confondersi dunque con i taccuini, che furono pubblicati in separata sede anche nella stessa rivista.
Gli argomenti sono di svariata natura, da spunti di novelle ad annotazioni critiche su di esse, a spezzoni di lettere familiari e appunti per conferenze. Talvolta, semplicemente vergate a matita, sono presenti annotazioni prese al volo su fatti e persone che l'autore voleva conservare nella memoria, per mantenere qualcosa di ciò che lo aveva toccato, o anche semplicemente sfiorato, nel corso delle sue giornate.
(L. Pirandello, Foglietti)